# Kaplityny
Kaplityny [kaplʲiˈtɨnɨ] (tiếng Đức: Kaplitainen)  là một ngôi làng thuộc khu hành chính của Gmina Barczewo, thuộc huyện Olsztyński, Warmińsko-Mazurskie, ở miền bắc Ba Lan. Nó nằm khoảng 6 kilômét (4 mi) về phía tây nam của Barczewo và 9 km (6 mi) về phía đông của thủ đô khu vực Olsztyn.
Trước năm 1772, khu vực này là một phần của Hoàng gia Phổ thuộc Vương quốc Ba Lan, 1772-1945 Phổ và Đức (Đông Phổ).
Ngôi làng có dân số 350 người.